# Newellton (Louisiane)
Newellton est une ville de la paroisse des Tensas, dans l'État de Louisiane, aux États-Unis,. En 2020, elle compte une population de 886 habitants.

## Démographie
Lors du recensement de 2010, la ville comptait une population de 1 187 habitants, tandis qu'en 2020, elle s'élève à 886 habitants.